# 観念
観念（かんねん、英: idea、希: ιδέα、独: Idee）は、プラトンに由来する語「イデア」の近世哲学以降の用法に対する訳語で、何かあるものに関するひとまとまりの意識内容のこと。元来は仏教用語。理念 (りねん）とも訳される。
「イデア」は、何かあるものに関するひとまとまりの意識内容を指し、デカルトによって近世哲学的な意味で再導入された。

## 定義
論者によって厳密にいえば定義は異なる。プラトンのイデアは、客体的で形相的な元型のことであるが、デカルトによって、認識が意識する主観の内的な問題として捉えなおされたため、イデアは、主観の意識内容となり、以降、この意味での用法のものを観念と訳している。
日本では訳語に観念が当てられる。日本語の観念は、元来は仏教用語であり、「イデア」以外の意味を持つ（後述）。

## 歴史
この客観的な外在としてのイデアから、主観的な内在としての観念への移行は、ちょうど、「Object」がそれまでの意識対象・意識内容として主観の内的な何かを意味していたものから、外的な主観の対立物である客観・対象へと移行し、「Subject」が外的な基体・実体（ヒュポケイメノン）から、主観的で内的な主体へと移行した変化に対応している。
ロックでは観念と物そのものが区別される。ロックにとって物そのものは観念の対応物でなく観念を引き起こす原因である。ヒュームでは観念と知覚印象が区別される。観念は論者によっては感覚的イメージだけを意味することもあり、また概念的で感覚的ではない観念を含むこともある。バークリーでは観念だけが実在であるとされ、外的な物質の存在は否定される。
仏教では、観念は仏や浄土などを智慧によって対象を正しく見極め、精神を集中して思い考えること。『観仏三昧経』等で勧められている。観想ともいう。転じて、一般には想いをこらして深く考える事に依って正しい結論に思い至ること。